# Вильдхабер, Луциус
Луциус Вильдхабер (нем. Luzius Wildhaber; 18 января 1937, Базель — 22 июля 2020, Базель) — швейцарский судья.
С 1991 по 2006 — судья Европейского суда по правам человека.
Исполнял должность президента Европейского суда по правам человека с 1 ноября 1998 по 18 января 2007 года.
Был первым президентом Европейского суда по правам человека в его новом формате после ратификации 11-го Протокола, который открыл доступ к суду гражданам из 47 стран.

## Биография
Обучался праву в университете Базеля (доктор права, 1961), Париже, Йельском университете (магистр права, 1965), факультете права Гейдельбергского университета (с 1971 — профессор).

## Награды
- Орден Звезды Румынии (2000)
- Командор ордена «За заслуги перед Литвой» (2003)
- Почётный знак «За заслуги перед Австрийской Республикой» (2006)
- Командор ордена Нидерландов Оранских-Нассау (2007)